# ميلاغريس (باهيا)
ميلاغريس بلدية في ولاية باهيا في المنطقة الشمالية الشرقية من البرازيل.   